# Milton William Shreve

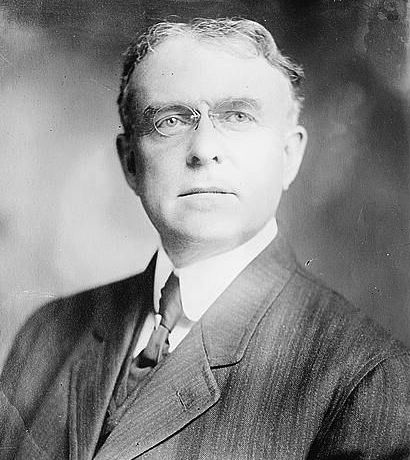
Milton William Shreve

Milton William Shreve (* 3. Mai 1858 in Chapmanville, Venango County, Pennsylvania; † 23. Dezember 1939 in Erie, Pennsylvania) war ein US-amerikanischer Politiker. Zwischen 1913 und 1915 sowie zwischen 1919 und 1933 vertrat er den Bundesstaat Pennsylvania im US-Repräsentantenhaus.

## Werdegang
Milton Shreve besuchte die Edinboro State Normal School und das Allegheny College in Meadville. Im Jahr 1884 absolvierte er die Bucknell University in Lewisburg. Nach einem Jurastudium und seiner Zulassung als Rechtsanwalt begann er in Erie in diesem Beruf zu arbeiten. Zwischen 1899 und 1902 war er Bezirksstaatsanwalt im Erie County. Gleichzeitig schlug er als Mitglied der Republikanischen Partei eine politische Laufbahn ein. Von 1907 bis 1912 saß er als Abgeordneter im Repräsentantenhaus von Pennsylvania, dessen Präsident er im Jahr 1911 war.
Bei den Kongresswahlen des Jahres 1912 wurde Shreve im 25. Wahlbezirk von Pennsylvania in das US-Repräsentantenhaus in Washington, D.C. gewählt, wo er am 4. März 1913 die Nachfolge von Arthur Laban Bates antrat. Da er im Jahr 1914 nicht bestätigt wurde, konnte er bis zum 3. März 1915 zunächst nur eine Legislaturperiode im Kongress absolvieren. Während dieser Zeit wurden der 16. und der 17. Verfassungszusatz ratifiziert. Dabei ging es um die Einführung der Einkommensteuer sowie die Direktwahl der US-Senatoren. Nach dem vorläufigen Ende seiner Zeit im US-Repräsentantenhaus praktizierte Milton Shreve wieder als Anwalt in Erie. Außerdem stieg er in das Bankgeschäft ein. Zusätzlich war er an einigen Handwerksbetrieben beteiligt.
Bei den Wahlen des Jahres 1918 wurde Shreve erneut im 25. Distrikt seines Staates in den Kongress gewählt, wo er am 4. März 1919 Henry Alden Clark ablöste. Nach sechs Wiederwahlen konnte er bis zum 3. März 1933 sieben weitere Legislaturperiode im Kongress verbringen. Seit 1923 vertrat er dort als Nachfolger von Stephen Geyer Porter den 29. Bezirk Pennsylvanias. Zwischen 1921 und 1923 war er als unabhängiger Kandidat im Kongress, danach wurde er wieder Republikaner. Während seiner zweiten Zeit als Abgeordneter wurden der 18. und der 19. Verfassungszusatz ratifiziert. Dabei ging es um das Verbot des Handels mit alkoholischen Getränken sowie um die bundesweite Einführung des Frauenwahlrechts. Seit Ende 1929 wurde auch die Arbeit des Kongresses von der Weltwirtschaftskrise geprägt.
Im Jahr 1932 wurde Milton Shreve nicht wiedergewählt. Nach seinem endgültigen Abschied aus dem US-Repräsentantenhaus war er wieder als Rechtsanwalt in Erie tätig, wo er am 23. Dezember 1939 verstarb.